# Albiac (Lot)
Albiac é uma comuna francesa na região administrativa de Occitânia, no departamento de Lot. Estende-se por uma área de 3,83 km². Em 2010 a comuna tinha 69 habitantes (densidade: 18 hab./km²).